# Sol menor
Sol menor (abreviatura no sistema europeu Sol m e no sistema americano Gm) é a tonalidade que consiste na escala menor de sol, e contém as notas sol, lá, si bemol, dó, ré, mi bemol, fá e sol. Sua armadura contém dois bemóis. Sua tonalidade relativa é si bemol maior, e sua tonalidade homônima é sol maior. As alterações para as versões melódicas e harmônicas são escritas se forem necessárias.

## Composições clássicas em sol menor
- Sonata para Piano Número 19[1] - Ludwig van Beethoven